# オッド・ロット・エンターテインメント
オッドロット・エンターテインメント（OddLot Entertainment）は、かつてアメリカ合衆国にあった独立系の映画製作会社である。

## 歴史
2001年、ジジ・プリッツカーとデボラ・デル・プレトにより設立された。
2013年、映画製作・配給会社のライオンズゲートと配給・共同出資の複数年の契約を結んだ。同社とは、それ以前から『ドラフト・デイ』や『エンダーのゲーム』の製作で協力していた。2015年の映画『チャーリー・モルデカイ 華麗なる名画の秘密』が両社の協働による初の作品となった。
2015年、プリッツカーが新たに設立したマディソン・ウェルズ・メディア（現 MWM）の一部となった。
オッドロット・エンターテインメントは、ホラー映画専門の部門であるダークロット・エンターテインメント(DarkLot Entertainment)を立ち上げている。

## 作品一覧

### オッドロット・エンターテインメント
| 公開年月日     | タイトル                                                             | 共同製作                                                                                                 | 配給                                                                              |
| -------------- | -------------------------------------------------------------------- | --- | --------------------------------------------------------------------------------- |
| 2005年9月9日   | フーリガン Green Street                                              | なし | ユニバーサル・ピクチャーズ （イギリス） フリースタイル・リリーシング （アメリカ） |
| 2007年3月15日  | ワイルド・オブ・ザ・デッド Undead or Alive                           | なし | イメージ・エンターテインメント                                                    |
| 2007年4月27日  | 恋の終わりの始め方 Suburban Girl                                     | なし | イメージ・エンターテインメント                                                    |
| 2008年12月25日 | ザ・スピリット The Spirit                                            | ダークロット・エンターテインメント                                                                       | ライオンズゲート                                                                  |
| 2009年3月23日  | フーリガン2 プリズン・ブレイカーズ Green Street 2: Stand Your Ground | なし | ライオンズゲート・ホーム・エンターテインメント                                    |
| 2010年9月13日  | ラビット・ホール Rabbit Hole                                         | ブロッサム・フィルムズ                                                                                   | ライオンズゲート                                                                  |
| 2011年1月28日  | フロム・プラダ・トゥ・ナダ From Prada to Nada                        | ギルバート・フィルムズ ライオンズゲート テレビサ ハイペリオン・フィルムズ                                | パンテリオン・フィルムズ                                                          |
| 2011年9月16日  | ドライヴ Drive                                                       | ボールド・フィルムズ マーク・プラット・プロダクションズ モーテル・ムービーズ                             | フィルム・ディストリクト                                                          |
| 2013年1月21日  | プールサイド・デイズ The Way, Way Back                               | シカモア・ピクチャーズ                                                                                   | フォックス・サーチライト・ピクチャーズ                                            |
| 2013年10月24日 | エンダーのゲーム Ender's Game                                        | チャートフ・プロダクションズ テレスウィーパー K/Oペーパー・プロダクツ デジタル・ドメイン Sierra/Affinity | サミット・エンターテインメント （ライオンズゲートを通して）                       |
| 2014年4月7日   | ドラフト・デイ Draft Day                                             | モンテシート・ピクチャー                                                                                 | サミット・エンターテインメント ライオンズゲート                                   |
| 2014年8月29日  | ローズウォーター Rosewater                                           | バスボーイ・プロダクションズ                                                                             | オープン・ロード・フィルムズ                                                      |
| 2015年1月23日  | チャーリー・モルデカイ 華麗なる名画の秘密 Mortdecai                  | ライオンズゲート インフィニトゥム・ニヒル マッド・チャンス・プロダクションズ                             | ライオンズゲート                                                                  |
| 2016年5月16日  | 最後の追跡 Hell or High Water                                        | シドニー・キンメル・エンターテインメント フィルム44 LBIエンターテインメント                              | ライオンズゲート CBSフィルムズ                                                    |

### ダークロット・エンターテインメント
| 公開年月日     | タイトル                                   | 共同製作                           | 配給                           |
| -------------- | ------------------------------------------ | ---------------------------------- | ------------------------------ |
| 2007年3月15日  | ワイルド・オブ・ザ・デッド Undead or Alive | なし                               | イメージ・エンターテインメント |
| 2007年10月23日 | GAME［ゲーム］ Buried Alive                | なし                               | ディメンション・エクストリーム |
| 2008年6月10日  | リビング・ヘル Living Hell                 | なし                               | なし                           |
| 2008年12月25日 | ザ・スピリット The Spirit                  | オッドロット・エンターテインメント | ライオンズゲート               |